# Afu-Ra

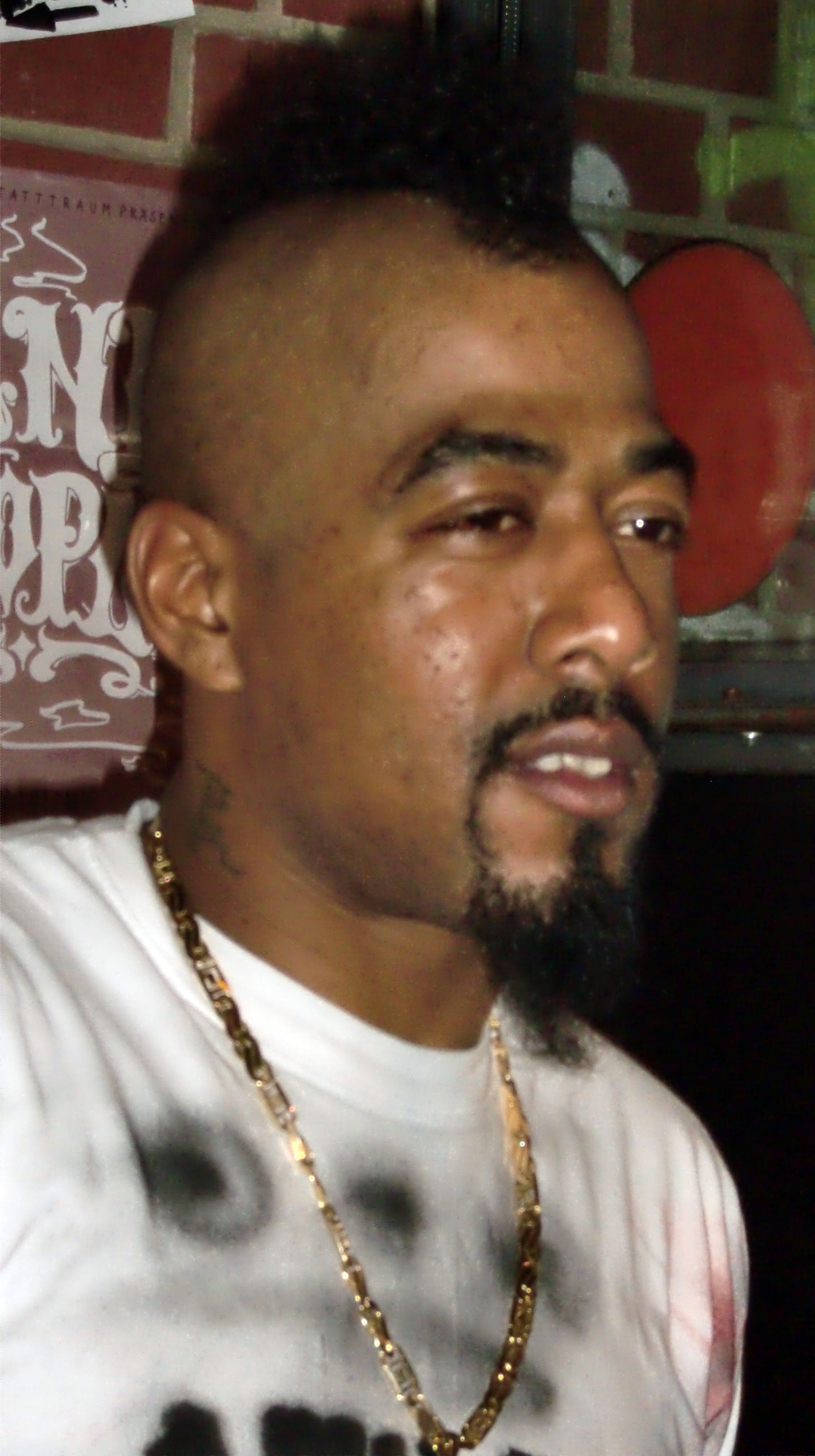
Afu-Ra tras un concierto en Hanóver (Alemania), el 4 de mayo de 2012

Aaron Phillip, más conocido como Afu-Ra, es un rapero de Nueva York. Es un devoto estudiante de las artes marciales y del ajedrez. Entró en la escena del hip hop como miembro de Gang Starr Foundation, junto con raperos como Jeru the Damaja, Big Shug y Group Home. Su primera aparición fue en el álbum clásico de Jeru The Damaja de 1994 titulado The Sun Rises in the East, en la canción "Mental Stamina" y en una breve aparición en el video del tema "D Original". Apareció de nuevo en el segundo álbum de Jeru, Wrath of the Math, en "Physical Stamina",y como acompañante de Jeru en el video de la canción "Playin Yaself" en 1996. El sencillo debut de Afu-Ra, "Whirlwind Thru Cities", fue lanzado en 1998, alcanzando el Top 20 en la lista Hot Rap Singles de Billboard. En 1999 lanzó otro sencillo, "Defeat b/w Mortal Kombat". Su anticipado álbum debut, Body of the Life Force, vio la luz en octubre de 2000. El disco contó con producciones de parte de lo mejor del hip-hop, como DJ Premier, DJ Muggs, True Master y Da Beatminerz. En las colaboraciones se incluyen a GZA, Masta Killa, M.O.P., Ky-Mani Marley y Cocoa Brovaz. "Whirlwind Thru Cities", "Defeat" y "Mortal Kombat" fueron incluidos, así como otras canciones destacadas como "Equality", "Big Acts, Little Acts" y "D&D Soundclash". Su segundo trabajo, Life Force Radio, fue lanzado en mayo de 2002, con producciones de DJ Premier, Curt Cazal, True Master, Easy Mo Bee, Needlez, Domingo y Ayatollah, y colaboraciones de Guru, Big Daddy Kane, RZA y Teena Marie. En 2004, liberó un álbum compilación llamado Afu-Ra presents Perverted Monks, y en 2005 regresó con State of the Arts. DJ Premier produjo el tema "Sucka Free". Masta Killa apareció en "Livin' Like Dat", y Royce da 5'9" en "Pusha". Afu lanzó un álbum compilación el 2009 con lo mejor de su carrera y lo más nuevo que ha hecho es el video de su tema clásico "whirlwind True Cities".Actualmente vive en Nueva York se espera algo más de su talento muy pronto.

## Discografía
- Body of the Life Force (2000)
- Life Force Radio (2002)
- Perverted Monks (2004)
- State of the Arts (2005)
- Body Of The Life Force 2 (2012)
- Voice Of The People (2017)